# Casall
Casall (né le 13 avril 1999) est un étalon de saut d'obstacles bai inscrit au stud-book du Holsteiner, monté par le cavalier suédois Rolf-Göran Bengtsson. 

## Histoire

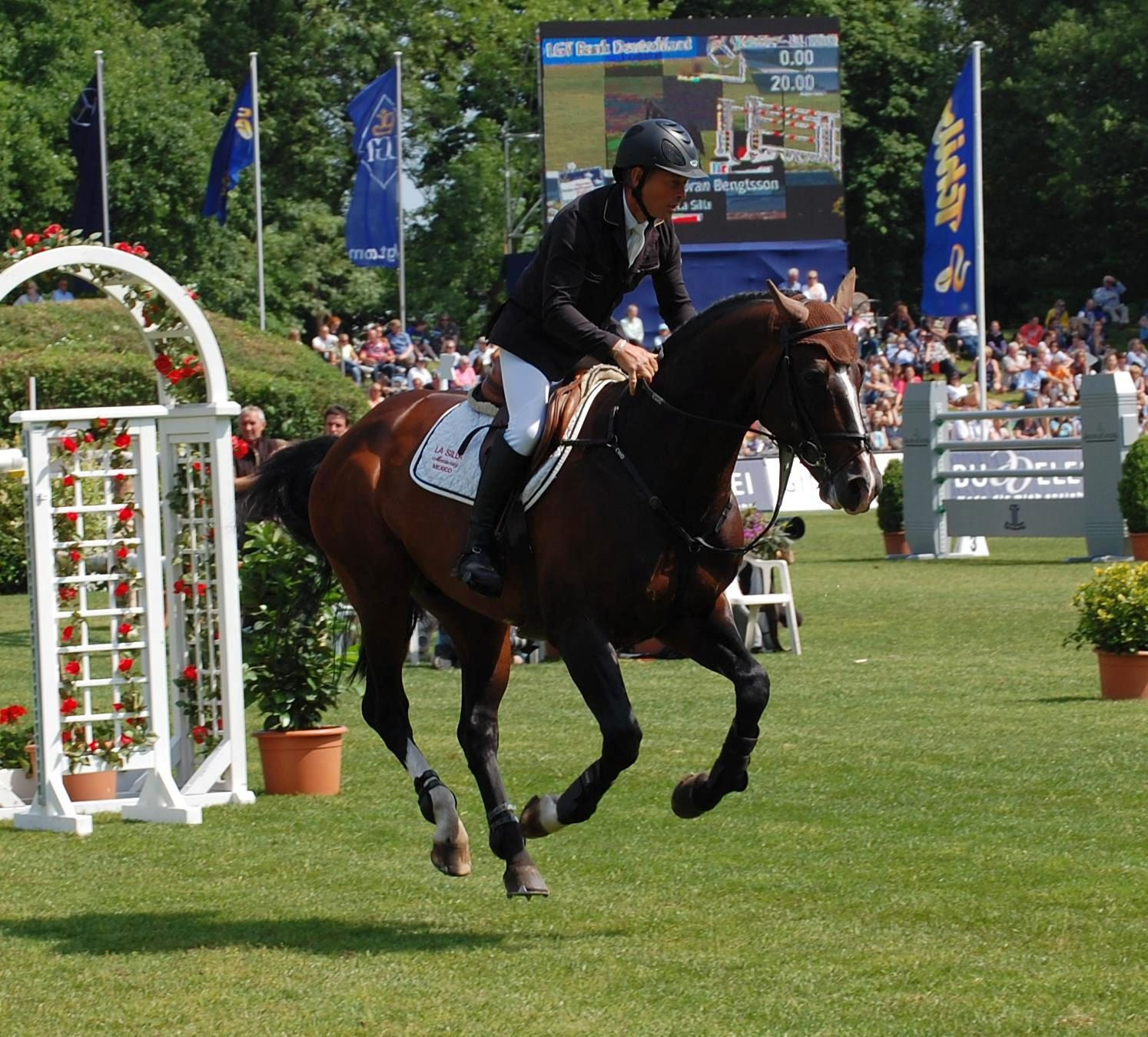
Casall Ask monté par Rolf-Göran Bengtsson au CSI5* de Hambourg en 2011.

Il naît le 13 avril 1999 à l'élevage de l'armateur Thomann Wilfried, à Drelsdorf en Allemagne,. C'est le premier poulain de la jument Kira XVII. Son nom est référencé comme « Casall ASK ». Il est découvert par Fiete Mehrens et Detlef Reimer Hennings aux écuries de son éleveur.
En 2001, il est présenté poulain au championnat des futurs étalons de 2 ans de ce même stud-book. Il est alors acheté par le Holsteiner Verband. Casall est approuvé comme étalon avec d'assez bons résultats, et commence à être travaillé pour le saut d'obstacles à l'âge de 5 ans. Son premier cavalier est Gunnar Röhr, mais il ne s'en sort pas en raison du caractère fantasque de Casall.
Rolf-Goran Bengtsson le monte pour la première fois à la fin de son année de 5 ans. Il remporte le championnat d'État des Holsteiner de 5 ans.
Il entre dans les écuries du cavalier suédois Rolf-Göran Bengtsson à 7 ans, et effectue tout le reste de sa carrière sportive avec ce cavalier. Il participe à ses premiers Grands Prix à l'âge de 10 ans. Il est connu pour son extrême régularité : bien que n'ayant jamais décroché de médaille, il réalise 134 parcours sans-faute en 196 parcours en grand Prix. Lors des jeux équestres mondiaux de 2014, il participe à la finale tournante et permet la victoire de Jeroen Dubbeldam, mais Rolf-Göran Bengtsson termine à la 4e place.
Sa mise à la retraite le 27 février 2017, au CSI 5*-W de Göteborg, au terme d'une tournée d'adieux. L'étape Global Champions Tour de Hambourg, le 27 mai 2017, est sa dernière grosse épreuve.

## Description
Casall Ask est un étalon de robe bai, inscrit au stud-book du Holsteiner. Il toise 1,67 m. 

## Palmarès
- 2010 : Vainqueur du Grand Prix Coupe du Monde de Bois-le-Duc
- 2014 : 4e individuel lors de la finale des Jeux équestres mondiaux de 2014 à Caen[1]. Cheval de l'année 2014 en Suède[7].

Il est 4e du classement mondial des chevaux d'obstacle établi par la WBFSH en octobre 2012, 7e en octobre 2013, puis 5e en octobre 2014, et 3e du même classement mondial en octobre 2015. Il est sacré meilleur cheval du monde dans sa discipline en 2016.

## Origines
Casall est un fils de l'étalon Caretino 2 et de la jument Kira XVII, par Lavall 5. Sa mère appartient à la famille 890 du Holsteiner.

## Descendance
Casall est approuvé à la reproduction dans les stud-book Holsteiner et Selle français.
Il est le père d'Istanbull V.H Ooievaarshof.
Visualiser la lignée de Casall sous forme de graphe